# Huang Yuanyong
De nombre de pila Huang Weiji (黃為基), de nombre de cortesía Huang Yuanyong  (黃遠庸), y cuyo seudónimo fue Huang Yuansheng (黃遠生) (Jiujiang, 15 de enero de 1885-San Francisco, 25 de diciembre de 1915) fue un reconocido escritor y periodista chino de finales de la Dinastía Qing y a principios de la República de China. Hizo contribuciones al periodismo y a la literatura en China, con innovaciones en la metodología periodística y estilos de escritura. Se cree que su asesinato, en el barrio chino de San Francisco, California fue una operación del Kuomintang.

## Biografía
Huang Yuanyong (黃遠庸), cuyo nombre de nacimiento era Huang Weiji (黃為基), nació en Jiujiang (九江) en la provincia de Jiangxi (江西省) dentro de una familia educada. Su padre fue un agente y erudito encargado de los asuntos externos en Ningbo (寧波), y varios de sus familiares eran funcionarios del gobierno. Bajo la influencia familiar, Huang se sumergió en los clásicos chinos cuando creció. Para mejorar su inglés, su familia contrató a un tutor extranjero para que le enseñara el lenguaje.
Huang terminó la escuela la escuela media en la provincia de Zhejiang . Durante sus estudios en la Escuela Gubernamenal Zhejiang Huxing Nanxun (浙江吳興南潯公學), se involucró en campañas de reforma educativa y se hizo miembro del Partido Progresista (進步黨). 
En 1903 quedó en el séptimo lugar del examen regional de (江西). A pesar de ello, teniendo 19 años, no siguió la tradición de convertirse en un funcionario político, sino que continuó sus estudios en la Universidad de Chūō en Tokio, Japón. 
Seis años después regresó a China y empezó a trabajar en el Departamento Postal Civil (郵傳部). Más tarde se volvió periodista y trabajó para diversos periódicos y agencias de noticias. Fue famoso por sus discusiones sobre política y problemas sociales.

## Periodista
Después de la caída del emperador Qing, Huang dejó de emplearse como funcionario del nuevo gobierno de la República de China. Li Shengduo (李盛鐸), uno de los cinco ministros de Beiyang (北洋五大臣), tuvo un papel muy influencial sobre Huang. Él aconsejó a Huang para que entrara al periodismo, diciendo que «en los países occidentales, la mayoría de los periodistas están familiarizados con la historia y los problemas internacionales. Si elijes trabajar en este campo, no hay duda de que te vas a convertir en un reportero famoso». Después de recibir estos comentarios, Huang Yuanyong inició su carrera periodística.
Huang pronto se vio reconocido por sus habilidades como periodista. En 1912, el año de la fundación de la República de China, él, Lan Guongwu (藍公武) y Zhang Junmai (張君勱), quienes eran conocidos como «El trio de la juventud para la China moderna» (新中國三少年), publicado primero por el Semanario Shao Nian Zhong Guo(少年中國周) para criticar la política. Posteriormente, Huang y otros dos jóvenes periodistas, Liu Shaoshao (劉少少) y Ding Foyan (丁佛言), fueron nombrados como "el extraordinario trio del periodismo"(新聞界三傑).
Huang también fue conocido como «el primer reportero genuino en el contexto de la China moderna» (中國第一個真正現代意義上的記者) y su Yuansheng Tongxun (遠生通訊), una columna especial de distribución de noticias, se volvió la marca más popular en el periodismo chino.

### Contribución a periódicos y revistas
Su primer trabajo fue escribir artículos para el periódico Ya Shi Ya'  (亞細亞日報) en Shanghái. Sus puestos en periódicos y revistas en las que sirvió son:
- Shen Bao (申報) - reportero
- Shi Bao (時報) - reportero
- Periódico Dong Fang  (東方日報) - reportero
- Semanario Shao Nian Zhong Guo (少年中國周刊) - fundador y editor
- Yong Yan (庸言) - editor
- Revista Dong Fang (東方雜誌) - escritor
- Lun Heng (論衡) - escritor
- Guo Min Gong Bao (國民公報) - escritor

Con sus antecedentes académicos y experiencias laborales, Huang realizó muchas funciones en el campo. Trabajó como redactor jefe (主編), como reportero regional fijo en Beijing (駐京記者) y Shanghái, y escritor de artículos independiente (自由撰稿人). Se le conoció por ser diversificado y productivo. En 1915 su enfrentamiento con Yuan Shikai (袁世凱) le costó su trabajo eventualmente. La noticia del asesinato de Huang por un disparo en los Estados Unidos, justo después de su llegada, conmocionó a la prensa y los círculos literarios en China.

### Publicaciones
Entre las publicaciones de Huang, Yuansheng yi zhu 《遠生遺著》 es una colección de 239 artículos póstumos. Fue publicado por su amigo, Lin Zhijun (林志鈞), después de su muerte en 1919. De 1920 a 1927, se publicaron cuatro ediciones de este libro por la prensa comercial de Shanghái (商務印書館，上海). Fue la primera colección de artículos periodísticos en la historia editorial china. Los artículos de Huang incluían reportes de noticias, análisis políticos y cosas por el estilo. La mayoría de su trabajo eran reportajes de grandes eventos y gente influyente en la turbulenta política de China en el entonces.
Sus publicaciones sobre asuntos políticos incluyen:
- Una advertencia al trío superpoderoso 《對於三大勢力之警告》
- Visión general de la política actual 《最近之大勢》
- Funcionario descarriado《官迷論》
- Conflicto entre el pensamiento tradicional y contemporáneo 《新舊思想之衝突》
- Año nuevo en Beijing 《北京之新年》
- Astronomía de tres días 《三日觀天記》
- El chef del embajador 《外交部之厨子》

Sus otras publicaciones incluyen:
- Mi confesión 《懺悔錄》
- Introspección 《反省》
- Optimismo pasivo《消極之樂觀》

Como periodista, entrevistó a muchas figuras importantes del momento, tales como:
- Sun Yat-sen   (孫中山)
- Huang Xing   (黃興)
- Song Jiaoren   (宋教仁)
- Chang Taiyen   (章太炎)
- Cai Yuanpei  (蔡元培)
- Yuan Shikai  (袁世凱)
- Li Yuanhong  (黎元洪)
- Tang Shaoyi  (唐紹儀)
- Lu Zhengxiang   (陸征祥)
- Zhao Bingkwun   (趙秉鈞)
- Xiong Xiling   (熊希齡)
- Duan Qirui   (段祺瑞)

Huang reportó en muchos eventos importantes en China, como por ejemplo:
- El asesinato de Song Jiaoren (宋教仁被剌殺)
- La renuncia de Yuan Shikai (袁內閣兩次倒台)
- La firma de Las veintiún demandas' (喪權辱國的二十一條)
- La renuncia de Tang Shaoyi (唐紹儀請辭)

### Enfrentamiento con Yuan Shikai

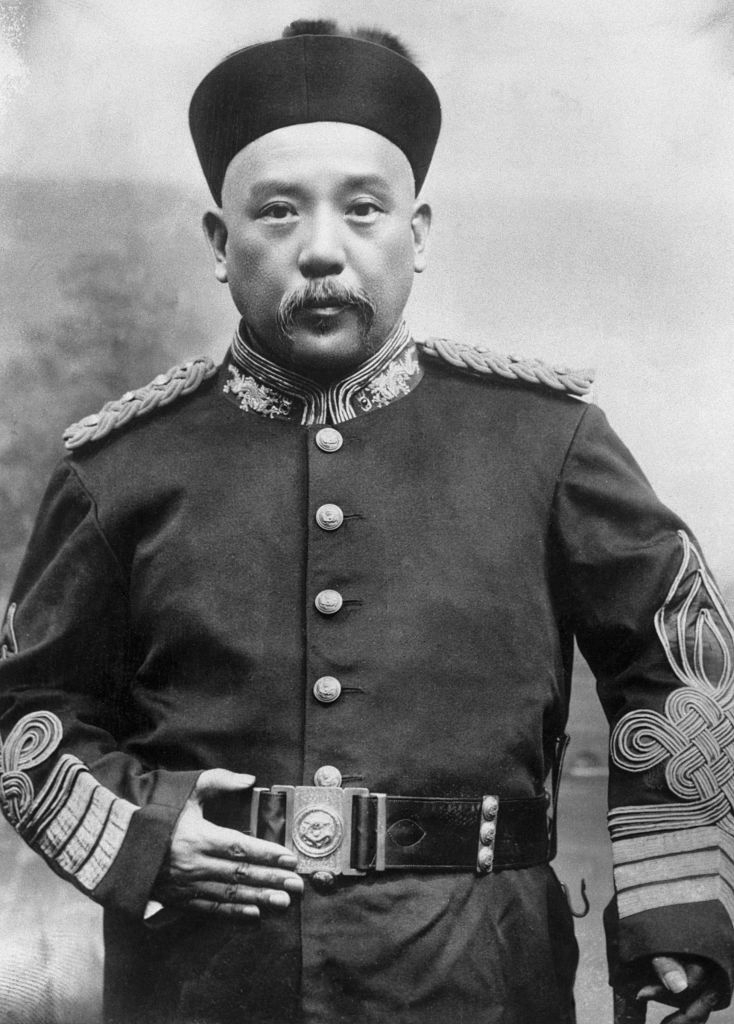
Yuan Shikai

Huang inicialmente apoyó la creación de la República de China al mando de Yuan Shikai. Sin embargo, el nuevo gobierno lo decepcionó. Sentía que además de la retórica del Partido Progresista, seguía siendo una organización corrupta.
En los artículos El incidente de la gran deuda (大借款事件) y Veintiún demandas humillantes (喪權辱國的二十一條), describió los supuestos tratos secretos de Yuan con potencias extranjeras y la traición de los intereses nacionales para beneficio propio. También mencionó una vez el estado del gobierno como "inadecuado, un callejón sin salida y desesperanzador" (無理想、無解決、無希望的政府). Aun así, lo que más enojó a Huang fue la amenaza a la prensa libre, amenaza que sentía era representada por Yuan. En el gobierno de Yuan, los periodistas tenían prohibido ir a reuniones políticas (政治會議) y la censura de los periódicos se volvió el trabajo de la Autoridad Policial (警察官署).
Entre 1912 y 1916, Yuan y su partido extendieron su control sobre los medios, prohibiendo 71 periódicos y arrestando a más de 60 periodistas. Estos eventos dejaron a huang con un punto de vista más pesimista sobre la importancia del periodismo.
El detonante del último choque entre Huang y Yuan ocurrió en 1915. En ese momento, los medios afines a Yuan  habían estado promoviendo su plan para reinsertar la monarquía en China. Al principio, el ofreció a Liang Qichao (梁啟超) 200 mil dólares para escribir un artículo a su favor pero Liang se rehusó. Entonces se acercó a Huang dada su reputación. Yuan le ofreció 10 mil dólares para que se convirtiera en ministro y redactor jefe del Periódico Ya Shi Ya (亞細亞日報), que él controlaba. Aun así, es estaba reacio a violar sus principios como periodista. Después publicó en la mayoría de los periódicos de Shanghái, incluyendo el Shen Bao (申報), una declaración titulada Mi declaración de oposición al sistema monárquico y mi renuncia a todos los puestos del grupo de editoriales de Yuan 《黃遠生反對帝制並辭去袁系報紙聘約啟事》. Huang publicó declaratorias similares en numerosos periódicos, como el Shen Bao (申報) y el Shi Shi Xin Bao (時事新報) para dejar claro su rompimiento político de Yuan.
Yuan mantuvo la presión sobre Huang nombrándolo redactor jefe del Ya Shi Ya  en contra de su voluntad. Eventualmente, Huang intentó escapar de su batalla política, dedicándose a otros estudios académicos.

## Influencia en China

### Periodismo
Los escritos de Huang fueron importantes para la transformación de la China tradicional a la moderna. Junto con Kang Youwei  (康有為) y Liang Qichao (梁啟超) formaron El grupo de periodistas (報人集團), que jugó un papel importante al final de la dinastía Qing. Siendo de la población educada, los grupos de opinión en contra de la sociedad podían ser mostrados al público de tal forma que la parte oscura de la nación pudiera ser divulgada, aumentando la conciencia del público sobre los problemas sociales. El grupo fue un parteaguas en la historia periodística china.
El periodo más activo de Huang fue antes y después de la revolución de Xinhai (辛亥革命). En ese momento era una época oscura para el desarrollo cultural en China, con la interferencia del pasado y del presente, China y occidente. Huang mostró sus preocupaciones sobre ese periodo a través de sus escritos. Nadie podía escribir tantos artículos como él.
Huang enfatizó que un periodista debía estar equipado con cuatro capacidades importantes:
- La de pensar en forma crítica (腦筋能想)
- La de correr (腿腳能奔走) desarrollar y ampliar una red interpersonal para enriquecer las fuentes
- La de escuchar (耳能聽即) analizar y coordinar piezas al parecer triviales
- La de escribir (手能寫即) sin distorsiones.

### Literatura
Muchos intelectuales como Chen Duxiu (陳獨秀) fueron influenciados por las ideas de Huang. Ellos organizaron y publicaron "New Youths" 《新青年》y "Nueva corriente de ideas" 《新潮, las cuales se promovieron en Shanghái. Más de treinta artículos de las dos publicaciones mencionan a Huang y sus innovadoras ideas. Hu Shih (胡適), un famoso intelectual, lo consideró como la "primera voz" de la promoción de un nuevo tipo de literatura en su libro Wu shi nian lai zhi wen xue (La literatura dentro de cincuenta años) 《五十年來之文學》.
Huang es considerado como el iniciador del movimientro del cuatro de mayo (五四運動). El denominó el movimiento como el "renacimiento chino" en 1915, antes de que empezara. Defendió el Movimiento literario ilustrado (文藝啟蒙運動) fomentando la literatura china moderna e introduciendo ideas occidentales a China. En su artículo Mi confesión《懺悔錄》, argumenta que un requisito para el mejoramiento de la sociedad es mejorar la personalidad y calidad de los ciudadanos (“今日無論何等方面，自以改革為第一要義”，要改革國家).

### Educación
A pesar de que Huang alcanzó buenos resultados en el examen imperial, fue muy crítico contra el sistema. Escribió que después del colapso de la dinastía Qing, el sistema de evaluación debía ser eventualmente removido. Aun así, otros sistemas de evaluación fueron inmediatamente puestos en marcha después del colapso. Todavía había personas que no mejoraban en el viejo sistema y tampoco en el nuevo. Huang dijo que estas personas podrían ser una amenaza para la sociedad.

### Escritura
Antes de convertirse en periodista, Huang estaba inmerso en escribir literatura. Fue conocido por escribir de forma fluida, con un gran uso de la retórica y las alusiones. Huang se dio cuenta de que los artículos de noticias debían ser comprensibles para ser leídos por muchas personas y que el uso de Chino clásico obstruía la flujo de comunicación. Decidió cambiar su estilo. Al escribir simple y en lenguaje coloquial, sus artículos magnificaron su actitud crítica y satírica.

## Asesinato
Ocurrió en el barrio chino de San Francisco, el 25 de diciembre de 1915, cuando tenía 30 años.
Las circunstancias de su muerte siguen siendo un misterio, no sólo porque había inestabilidad política en China, sino también porque fue asesinado en San Francisco, muy lejos de su país. Como resultado hay numerosas explicaciones para el incidente.
Había dos versiones sobre su asesinato. Una posibilidad es que un asesino enviado por Yuan Shikai fue enviado como venganza por la oposición de Huang al sistema monárquico propuesto por Yuan. Otra versión sugiere que Liu Beihai (劉北海), un miembro del Partido Revolucionario (中華革命黨), más tarde Partido Nacionalista (國民黨), lo asesinó por error. El partido sospechaba que Huang había estado trabajando para Yuan, y el propósito de su viaje a los Estados Unidos era promover la monarquía. De cualquier manera, no hay suficiente información para probar que la muerte de Huang está relacionada con Yuan.
La fecha del asesinato también ha sido puesta en duda. En la introducción de Yuansheng yi zhu 《遠生遺著》, una colección de artículos póstumos, Lin Zhijun (林志鈞) menciona que el escuchó las noticias la noche del 27 de diciembre de 1915, y da esa fecha como la de su muerte. Algunos eruditos, incluido Li Shengduo (李盛鐸), creen que fue asesinado el 25 de diciembre, dado que las fechas de las noticias no tienen que ser del día del asesinato. Aun así, se acepta que la fecha fue el 25.